# Orchestre symphonique de Lucerne
 (mars 2025).
L’Orchestre symphonique de Lucerne (allemand : Luzerner Sinfonieorchester) est l'orchestre en résidence du palais de la culture et des congrès de Lucerne (abrégé en allemand KKL),. Il joue comme orchestre d’opéra au théâtre de Lucerne,.

## Histoire
Fondé en 1805, l’Orchestre symphonique de Lucerne est le plus ancien orchestre symphonique de Suisse. Avec plus de 200 ans d’histoire, il allie avec succès tradition et innovation,. 
En 2016, l’orchestre symphonique de Lucerne traverse des turbulences avec l’annonce d’une diminution des subventions cantonales à partir de 2018. En 2018, l’industriel Michael Pieper et sa famille font un don de 15 millions de francs à l’orchestre symphonique de Lucerne qui devra permettre de dégager un rendement de 750'000 francs par an pour le financement de l'engagement de chefs d’orchestres et de solistes d’exception, ainsi que de tournées et d'enregistrements. 
L’orchestre promeut les jeunes talents, ce qui lui a valu le prix Jugen Ohren en 2018,.
L’orchestre s’est produit dans les salles de concerts les plus importantes, telles le Concertgebouw d'Amsterdam, la Philharmonie de Paris et la Philharmonie de Saint-Pétersbourg,. Il a été le premier orchestre suisse à se produire au Festival de Pâques d'Aix-en-Provence.
Le partenariat de l’Orcheste symphonique de Lucerne avec Warner Classics a donné lieu à cinq enregistrements, dont celui de l’ensemble des symphonies de Johannes Brahms,.
De 2010 à 2021, l'orchestre est dirigé par James Gaffigan. Depuis la saison 2021-2022, le chef d'orchestre titulaire de l'Orchestre symphonique de Lucerne est Michael Sanderling. Depuis 2022, l'institution organise le "Piano Symphonique" le Festival international de piano de Lucerne.
Le prix culturel européen Yœurope Award a été décerné en 2023 à Numa Bischof Ullmann, intendant de l'orchestre depuis 2004, pour ses contributions exceptionnelles au positionnement international de Lucerne comme ville de musique,.
Le 12 avril 2025, l’Orchestre symphonique de Lucerne se produit au 12ème Festival de Pâques d’Aix-en-Provence sous la direction de Michael Sanderling avec Rudolf Buchbinder au piano. Au programme, le Premier Concerto pour piano de Johannes Brahms et la Symphonie no 9 en mi mineur « du Nouveau Monde » d’Antonín Dvořák,.